# Аїткулов Азат Міннігалієвич
Азат Міннігалієвич Аїткулов (башк. Азат Миңлеғәле улы Айытҡолов; нар. 27 січня 1956 року) — соліст Башкирської державної філармонії імені Хусаїна Ахметова, музикант-кураїст, Народний артист Башкирської АРСР (1991). З листопада 2015 р. декан факультету башкирської музики в УДАІ імені З. Ісмагілова.

## Біографія
Аїткулов Азат Міннігалієвич народився 27 січня 1956 року в с. Юлдибаєво Матраєвського району Башкирської АРСР (нині Зілаїрського району Башкортостану).
У 1977 році закінчив Уфимське училище мистецтв (клас Г. З. Сулейманова).
З 1978 року — соліст-кураїст Башкирської державної філармонії.
У 1994 році закінчив Башкирський державний університет.
У 2007—2010 рр. — керівник Союзу кураїстів Республіки Башкортостан.
Бувши продовжувачем класичних традицій виконання башкирських народних мелодій узун-кюй, Азат Міннігалієвич досконало володіє всіма прийомами гри на кураї. Його репертуар включає понад сто творів башкирського фольклору, включаючи «Урал», «Шаура» («Шәүрә»), «Тафтиляу» («Тәфтиләү»), «Піший Махмут» («Йәйәүле Мәхмүт»), «Перовський» та ін.
Аїткулов гастролював у країнах Азії, Європи, Америки. Є організатором ансамблів кураїстов в Аургазинському, Альшеєвському, Біжбуляцькому, Давлекановському, Зілаїрському, Кармаскалинському, Міякинському і Чишминському районах Башкортостану, в Москві, в Пермській, Курганській і Челябінській областях.

## Нагороди та звання
- Дипломант Всеросійського конкурсу виконавців на народних музичних інструментах (1986).
- Народний артист Башкирської АРСР (1991).
- Заслужений артист Російської Федерації.
- Лауреат державної премії імені Салавата Юлаєв (2000).
- Лауреат премії імені Галімова Саляма (1990).
- Володар Гран-прі Республіканського конкурсу кураїстів на приз імені Юмабая Ісянбаєва (1980).